# Gustavo Nunes
Gustavo Nunes Fernandes Gomes (São Vicente, 20 de novembro de 2005) é um futebolista brasileiro que atua como ponta. Atualmente joga pelo Brentford.

## Carreira

### Grêmio
Nascido em São Vicente, Gustavo estava na base do Grêmio desde 2021. O ponta já chamou a atenção no Campeonato Brasileiro Sub-17, levando o Tricolor até uma inédita final de competição. Gustavo teve um destaque pela base do Grêmio na Copa São Paulo de Futebol Júnior de 2024.
Assinou um contrato profissional com o clube gaúcho em em 8 de fevereiro de 2024, durando até 2028.
Gustavo fez sua estreia profissional pelo Grêmio em 10 de fevereiro de 2024, em um empate por 1-1 contra o São Luiz. Ele entrou aos 43 minutos do primeiro tempo no lugar de Jhonata Robert, que saiu lesionado. Ele que deu a assistência a Everton Galdino marcar e deixar empatado.
Marcou seu primeiro gol pelo Tricolor em 17 de fevereiro de 2024, na goleada de 6-2 sobre o Santa Cruz.
Gustavo fez sua estreia no Campeonato Brasileiro em 14 de abril, na derrota fora de casa contra o Vasco da Gama por 2-1. Ele substituiu Yeferson Soteldo. E seu primeiro gol no campeonato foi na derrota de 2-1 em casa sobre o Botafogo.

### Brentford
Em 22 de agosto de 2024, Gustavo acertou com o Brentford. O Tricolor aceitou liberar o jogador por 12 milhões de euros (cerca de R$74 milhões) por 80% dos direitos econômicos. A time gaúcho manterá 20% em uma futura negociação. O jovem assinou um contrato de duração de até seis temporadas.
O jogador ainda não estreou pelo clube inglês.

## Títulos

#### Grêmio
- Campeonato Gaúcho: 2024[carece de fontes?]